# 建章宫
建章宫，为西汉汉武帝在汉长安城外西南侧修建的一座离宫，是汉武帝和汉昭帝时期的皇宫，西汉末年被赤眉军焚毁。遗址现位于中华人民共和国陕西省西安市未央区三桥镇，现存多座宫殿台基和太液池遗址。2013年，建章宫遗址被列为全国重点文物保护单位。

## 历史
西汉太初元年（前104年），柏梁台发生火灾，之后武帝采纳了粤巫勇之乃的建议，在长安城外修建了建章宫，宫内修凿有多座楼台和池苑，其主要宫殿前殿的高度比未央宫的前殿还要高，并且与未央宫之间有跨越宫墙和城墙的复道相通。建成之后，建章宫被汉武帝和汉昭帝作为皇宫使用:186。西汉时期，建章宫、未央宫和长乐宫被合称为“汉三宫”。新朝地皇二年（21年）时，王莽拆除了包括建章宫在内的多座建筑，并用建章宫的建筑材料兴建了城南的九庙。
中华人民共和国成立后，考古部门对建章宫遗址展开了调查和发掘，其中于2005年至2016年发掘了建章宫的一号遗址。1957年，建章宫前殿遗址被列为陕西省文物保护单位。2013年，建章宫遗址被列为全国重点文物保护单位。建章宫遗址范围内多年来一直存在违建问题，如当地村民违规修建的工厂、寺庙和农家乐等。2018年，有媒体曝出神明台遗址被当地村民当做了菜地，遗址还因雨水侵蚀而出现了多处坍塌。消息曝出后，当月菜地即被全部清除，相关的保护规划提上了日程。

## 整体布局
建章宫是汉长安城在城外西南侧的一座离宫，其遗址位于今陕西省西安市未央区三桥镇，东临未央宫遗址，整体呈长方形，其中东西长2130米，南北长1240米。该宫城布局与未央宫相类似，四周均开有宫门，其中南门为正门，名为阊阖门。主要宫殿中，前殿位于宫城内中部偏西处，仅存巨大的夯土台基，坐北朝南，北高南低。:186-190
其西北侧450米处有太液池遗址，其名称意为“大池”，象征大海，是建章宫内的主要水源地，其水流引自未央宫。太液池呈曲尺形，东西最长处510米，南北最长处450米，面积约为151600平方米。:186-190池中修筑有三座高台，分别象征蓬莱、瀛洲和方丈三座神山。这种“凝固神话意义的造园方法成为皇家园林的建构模式，为历代统治者所采用”:32。水池西侧发现一号建筑遗址，但该遗址的具体名称无从确定，仅能确认其为水池附属游览建筑。池的东北角有渐台基址。宫城西北角有神明台遗址，高10米，东西长52米，南北长50米。东北角有双凤阙遗址，由两座东西对立的夯土基址组成，其中西侧的保存较好。两阙间距53米，西阙基址底径17米，高11米。北宫门外有圆阙遗址。:186-190

## 出土文物
1974年，村民在建章宫遗址周边劳作时发现了少量的带字砖块。在一号建筑遗址中，考古人员发掘出了砖、瓦、瓦当等建筑材料，一件双耳罐，一件高领罐，一件陶制支垫，一件鎏金铜盖弓帽，一件铁铤铜镞，少量铁器，半两钱、货泉、五铢等铜钱以及少量钱范。